# Spiridon Kapnisis
Spiridon Kapnisis, gr. Σπυρίδων Καπνίσης (ur. 11 maja 1981) – grecki szachista i trener szachowy (FIDE Trainer od 2014), arcymistrz od 2011 roku.

## Kariera szachowa
W 1993 r. zdobył tytuł mistrza Grecji juniorów w kategorii do 12 lat, natomiast w 1996 r. w mistrzostwach do lat 16 podzielił I m. wspólnie ze Steliosem Chalkiasem. Pomiędzy 1993 a 2001 r. wielokrotnie reprezentował narodowe barwy na mistrzostwach świata i Europy juniorów w różnych kategoriach wiekowych. W 2003 r. zdobył w Bejrucie tytuł mistrza państw śródziemnomorskich. W 2008 r. wypełnił pierwszą normę arcymistrzowską, zdobywając w Rodos brązowy medal indywidualnych mistrzostw Grecji. Drugą normę uzyskał w 2009 r. podczas drużynowych mistrzostw Grecji, natomiast trzecią – w 2010 r. w Vrahati, gdzie zdobył tytuł wicemistrza Grecji. W 2010 r. podzielił również I m. (wspólnie z Joanisem Nikolaidisem i Atanasiosem Mastrowasilisem) w otwartym turnieju rozegranym na wyspie Leros.
Najwyższy ranking w dotychczasowej karierze osiągnął 1 lipca 2011 r., z wynikiem 2529 punktów zajmował wówczas 8. miejsce wśród greckich szachistów.